# Doubravice, Trutnov
Doubravice là một làng thuộc huyện Trutnov, vùng Královéhradecký, Cộng hòa Séc.